# Marinus II de Gaète
Marinus II de Gaète  (mort en  984) fut  duc de Gaète  de 978 à sa mort.

## Biographie
Marinus est un fils cadet de Docibilis II de Gaète et de son épouse Orania, il est nommé duc de Fondi par son père et reconnu comme tel par son frère aîné Jean II. Ce dernier accède au trône à la suite de leur père et a comme successeur son autre frère Grégoire. Marinus devient à son tour duc de Gaète après avoir évincé du trône Grégoire et ses héritiers. À sa mort en 984 son fils Jean III lui succède. Il est considéré comme le progéniteur de la famille Caetani.
Le duc Marinus II est mentionné sous le titre de Marinus consule dux Gaiete, dans un document du 12 novembre 999 dans lequel
l'empereur Othon III du Saint-Empire se prononce rétroactivement contre lui dans le cadre d'une contestation avec l'abbaye de Montecassino. 
Ses fils puînés reçoivent des fiefs: Léon, devient héréditaire de  Fondi en 992; la même année Grégoire et Daufer furent reconnus respectivement  comtes de  Castro d'Argento et de Traetto; son fils cadet  Bernard sera évêque de l'archidiocèse de Gaète (997-1049).

## Sources
- (it) Cet article est partiellement ou en totalité issu de l’article de Wikipédia en italien intitulé « Marino II di Gaeta » (voir la liste des auteurs).
- (en) F.M.G. LORDS of GAETA, DUKES of GAETA 867-1032 (FAMILY of DOCIBILIS).
- (it) Enciclopedia italiana Treccani:  Marino II di Gaeta.